# 莱茵-锡格县
莱茵-锡格县（Rhein-Sieg-Kreis）是德国北莱茵-威斯特法伦州南部的一个县，隶属于科隆行政区，首府锡格堡。

## 地理
莱茵-锡格县北面与科隆市和莱茵-贝格县，东面与上贝格县，南面与莱茵兰-普法尔茨州的阿尔滕基兴县、新维德县和阿尔韦勒县，西面与奥伊斯基兴县，西北面与莱茵-埃尔夫特县相邻，波恩市几乎完全被莱茵-锡格县包围在内，仅有南部与莱茵兰-普法尔茨州接壤，但波恩市并不隶属于莱茵-锡格县。